# Нова Зеландія на літніх Олімпійських іграх 1992
Нова Зеландія брала участь у Літніх Олімпійських іграх 1992 року в Барселоні (Іспанія) у вісімнадцятий раз за свою історію, і завоювала одну золоту, чотири срібні та п'ять бронзових медалей. Збірну країни представляли 42 жінки.

## Золото
- Вітрильний спорт, жінки — Барбара Кендалл.

## Срібло
- Спортивне плавання, чоловіки, 200 метрів, батерфляй — Даньен лоадер.
- Кінний спорт, чоловіки — Vicki Latta, Andrew Nicholson та Blyth Tait.
- Вітрильний спорт, жінки — Leslie Egnot та Jan Shearer.
- Вітрильний спорт, чоловіки — Don Cowie та Rod Davis.

## Бронза
- Кінний спорт, Чоловіки — Бліт Тайт.
- Вітрильний спорт, чоловіки — Крейг Монт.
- Бокс, чоловіки — Девід Туа.
- Легка атлетика, жінки, марафон — Лорейн Моллер.
- Велосипедний спорт, чоловіки — Гарі Андерсон.